# Birmensdorf
Pour l’article ayant un titre homophone, voir Birmenstorf.
Birmensdorf est une commune suisse du canton de Zurich.

Photo aérienne prise par Walter Mittelholzer (1932).